# Universidad de Nairobi

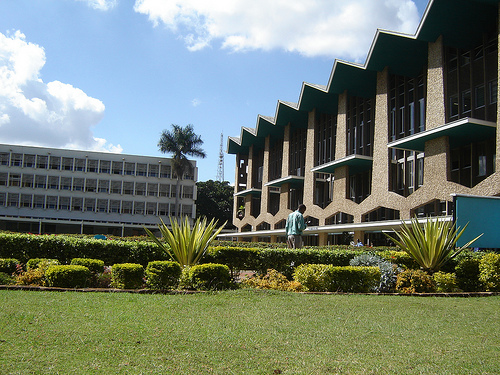
Entrada

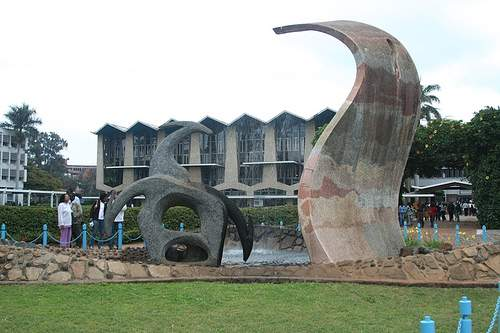
Cuadrángulo principal

La Universidad de Nairobi (en inglés, University of Nairobi o UON), es la universidad más grande de Kenia. Comenzó como escuela técnica en 1956 y se fusionó con la Universidad de África oriental, ofertando títulos de Universidad de Londres, independizándose en 1970. 

## Doctorados honorarios
Desde 1970, la Universidad ha otorgado una treintena de doctorados honoris causa:
- 2014 Vijoo Rattansi
- 2014 Samuel Kamau Macharia
- 2012 John Simba
- 2008 Mwai Kibaki
- 2008 Raila Odinga
- 2008 Kofi Annan
- 2005 Wangari Muta Maathai
- 2004 Mwai Kibaki
- 2004 Joseph Barrage Wanjui
- 2001 Vak-yeong Yoo
- 2000 Gerald Munene Mugera
- 1999 David Peter Simon Wasawo
- 1999 Richard Darwin Keynes
- 1998 Joseph Maina Mungai
- 1998 Godwin Olu Obasi
- 1998 Hassanaly Rattansi
- 1997 Julius Gikonyo Kiano
- 1997 Manilal Premchand Chandaria
- 1995 Lawrence George Sagini
- 1995 Simon Hongo Ominde
- 1995 Gideon Saulo Were
- 1994 Arthur Thomas Porter
- 1992 Daisaku Ikeda
- 1984 Walter Plowright
- 1983 Bethuel Mareka Gechaga
- 1983 Taslim Olwale
- 1983 Albert Matson Thomas
- 1983 Rafael M. Salas
- 1980 Abdus Salam
- 1977 Amadou Mahtar M'bow
- 1977 Daniel arap Moi
- 1970 Mzee Jomo Kenyatta